# (6365) Nickschneider
(6365) Nickschneider es un asteroide perteneciente al cinturón de asteroides, región del sistema solar que se encuentra entre las órbitas de Marte y Júpiter, descubierto el 1 de marzo de 1981 por Schelte John Bus desde el Observatorio de Siding Spring, Nueva Gales del Sur, Australia.

## Designación y nombre
Designado provisionalmente como 1981 ES29. Fue nombrado por Nick Schneider (n. 1956)  experto en la atmósfera extendida y el toro de plasma de Ío. Ha sido pionero en el uso de eventos de ocultación mutua para estudiar la corona de Ío, descubrió evidencia de moléculas portadoras de sodio en la magnetosfera joviana y fue codescubridor del cloro en Ío.

## Características orbitales
(6365) Nickschneider está situado a una distancia media del Sol de 2.852 ua, pudiendo alejarse hasta 3.464 ua y acercarse hasta 2.241 ua. Su excentricidad es 0.214 y la inclinación orbital 8.376 grados. Emplea 1759.50 días en completar una órbita alrededor del Sol.
Los próximos acercamientos a la órbita de Júpiter ocurrirán el 21 de marzo de 2046, el 21 de julio de 2070 y el 16 de noviembre de 2094.

## Características físicas
La magnitud absoluta de (6365) Nickschneider es 13,16. Tiene 12,244 km de diámetro y su albedo se estima en 0.108. 